# Dubnové povstání
Dubnové povstání roku 1876 proti Osmanské říši probíhalo v Bulharsku na jaře tohoto roku. Podnětem k němu bylo povstání v Bosně a Hercegovině, které propuklo v červnu 1875. Bulharští povstalci trpěli silným nedostatkem zbraní, nedobrou organizací a jejich úsilí bylo již v počátcích mařeno silnou přítomností tureckých vojsk, oddílů bašibozuků a Čerkesů. Poslední pokusy o odpor byly potlačeny do začátku června.

## Souvislosti, předcházející události
Na přelomu let 1874 a 1875 se turecké hospodářství dostalo do hluboké krize, ke které spělo již od krymské války. Více než polovina státních příjmů byla určena na splácení zahraničního dluhu. Proto se vláda rozhodla zvýšit desátek (v naturáliích) z 10% na 12%. Běžní rolníci museli v tomto zastaralém feudálním systému v nejrůznějších dávkách odevzdávat až polovinu své úrody. Při tom museli odvádět roboty. Navíc byla zima 1874 - 1875 velmi tuhá a došlo ke katastrofálnímu suchu. Povstání v Bosně a Hercegovině začalo v červnu 1875. Bulhaři inspirováni bosenskými událostmi se začali pomalu připravovat k povstání. V nadšené atmosféře došlo k ukvapenému vyhlášení zahájení povstání bulharskými revolucionáři v Tǎrnovu na 16. září 1875. Bez náležité přípravy se k nim připojili obyvatelé Staré Zagory a rolníci ze starozagorského okolí. V Tărnovu však povstání odvolali. Ozbrojený oddíl ze Staré Zagory pod velením Georgi Ikonomova (1846 - 1876) se nedokázal spojit s rolníky. Oddíl táhl přes Starou planinu k Tǎrnovu, ale u obce Elchovo se srazil s tureckou domobranou - bašibozuky. Jeden z velitelů - Rusi Bakǎrdži - padl. Povstání na Starozagorsku bylo úspěšně potlačeno, zdejší obyvatelé byli krutě pronásledováni, vězněni a často věšeni bez soudního řízení.

Další pokusy proběhly v okolí Ruse (Ruščuku) a Šumenu. Neúspěšně se pokoušeli zajistit si spojení s bukurešťským zahraničním vedením. Neúspěch starozagorského povstání způsobil rozpory v Bulharském revolučním ústředním výboru (BRÚV). Dění na Balkáně však začínalo být vnímáno velmocemi a celoevropskou diplomacií jako značný problém, a tak byl činěn nátlak na Osmanskou říši, aby provedla reformy. Turecká vláda proto nechala sultána vydat 12. prosince 1875 ferman, jímž měla být křesťanům přislíbena práva a rovnoprávnost (opětovné prohlášení).

## Přípravy a průběh povstání

Vlajka povstalců s nápisem „Svoboda nebo smrt“

Christo Botev, člen BRÚV od srpna 1871, nesouhlasil s vedením výboru a odešel od něj. Vytvořil revolucionářskou skupinu tzv. „mladých“ soustředěnou v přístavu Giurgiu. Koncem prosince 1875 rozhodli zahájit povstání v Bulharsku 1. (13.) května 1876. Přibližně naplánovali rozdělení operací do čtyř revolučních krajů - trnovského, slivenského, vrackého a plovdivského. Byli vybráni zvláštní zmocněnci „apoštolové“, kteří se ihned (počátkem ledna 1876) odebrali do těchto krajů a zahájili přípravy. Hlavním apoštolem byl v trnovském kraji Stefan Stambolov, slivenském Ilarion Dragostinov, vrackém Stojan Zaimov a v plovdivském Panajot Volov. Dalšími významnými apoštoly byli Georgi Benkovski a Georgi Ikonomov.

### Koprivštica, Panagjurište a okolí
Panagjurište si zvolil za středisko povstání v části plovdivského kraje (dnes pazardžická oblast) Georgi Benkovski. Svolal na 14. (26.) dubna 1876 dvoudenní tajné shromáždění do Oborište, jehož se účastnilo 57 delegátů (8 z měst a 49 z vesnic). Na shromáždění se dostal agent turecké policie a proto byly z Plovdivu vyslány policejní oddíly na Koprivštici a Panagjurište. Také bylo vyzbrojeno místní muslimské obyvatelstvo. Vůdce povstaleckého hnutí v Koprivštici Todor Kableškov nechal svolat výbor, který rozhodl ihned, to znamená 20. dubna (2. května) 1876 zahájit povstání. Poté, co se zmocnili budovy místní turecké správy, konaku, odeslali zprávu do Panagjurište o zahájení povstání. Po určitém váhání některých členů krajského revolučního výboru bylo rozhodnuto a definitivním zahájení povstání. Měla být vypálena města Pazardžik, Karlovo, Ichtiman a Zlatica, sídla turecké správy. Benkovski zformoval jezdecký oddíl, tzv. „létající oddíl“, a objížděl s ním celý kraj s výzvou k zahájení povstání. Zpráva se brzy roznesla do dalších krajů.
Povstalci z obcí v okolí Koprivštice a Panagjurište se odebrali na vrch Eledžik, kde se opevňovali pod velením Gene Telijského, náčelníka vojenské rady. K prvním bojům došlo v okolí Strelče, jižně od Koprivštice a východně od Panagjurište, proti již dobře vyzbrojenému muslimskému obyvatelstvu. Další prudké boje se odehrály v Klisuře, kde bulharští obránci dvakrát odrazili útok přesily bašibozuků. Byli poraženi po zapálení obce. Panagjurište bylo brzy obklíčeno tureckou armádou i s dělostřelectvem. Boj vrcholil kolem 26. dubna (8. května). Po čtyřdenním boji bylo Panagjurište vypáleno, část obyvatelstva pobita, část uprchla ke Koprivštici. Vrch Eledžik byl obklíčen, a tak mu po zničení železniční stanice Belovo přispěchal na pomoc „létající oddíl“, obležení přerušil a další útoky úspěšně odrážel. Nakonec Benkovski s jezdeckou četou odjel na pomoc Panagjurištským a Eledžik byl obklíčen tureckým vojskem s dělostřelci, brzy ležení dobyli a všechny (i ženy a děti) pobili. „Létající oddíl“ se nestihl dostat k Panagjurište včas, a tak se otočil na Starou planinu, kde však byli cestou přepadeni ze zálohy a Benkovski zabit.

### Trnovský kraj
V trnovském kraji se brzy dozvěděli o povstání, ale nebyli ještě úplně připraveni a zorganizováni. Vůdci se pokusili připravit shromáždění, ale to bylo Turky odhaleno. Většinu delegátů pozatýkali. Povstání měla lokální charakter, jednotlivá ohniska odporu byla roztroušena po kraji bez společného velení.
Oddíl z obcí Bjala Čerkva, Musina, Višovgrad a dalších o asi dvou stech poměrně slušně vyzbrojených mužích se vydal ke Gabrovu v čele s hajduckým popem Charitonovem a vojvodou Petrem Parmakovem, ale u Drjanovského kláštera byl obklíčen a po třech dnech urputné obrany byl díky nahodilému požáru poražen. Při nočním pokusu probít se pryč byla většina povstalců pobita, unikla jen menší skupinka. V Gabrově povstal oddíl o dvou stech mužích včetně s Canko Djustabanovem a podnítil povstání v okolních obcích Krǎvenik, Novo Selo (zde se vyznamenal Jonko Karagjozov ze Slevieva, později byl Turky oběšen) a Batoševo. V obcích bylo však povstání brzy potlačeno, a tak se oddíl opevnil na vrchu Maragidik, kde byl rozbit po dvoudenním boji proti Čerkesům. Dustajbanov byl zajat a oběšen.

### Slivenský kraj
Ve slivenském kraji došlo k méně významným pokusům bojovat proti Turkům. Vojvoda Stoil, hajducký velitel, poskládal dohromady 70 mužů. Turci je brzy našli a porazili v boji na Elenotvǎrdské planině. Padli zde např. tzv. apoštolové G. Obretenov a I. Dragostinov. Zbytek byl zajat u obce Binkos, včetně Stoila.

### ParníkRadetzkia oddíl Christo Boteva
Postupně v několika rumunských přístavech nastoupili 16. (28.) května 1876 bulharští dobrovolníci maskovaní jako zahradníci po skupinkách na rakouský parník Radetzki. U bulharské pobřežní obce Kozloduj vytáhli zbraně a nechali se vysadit. Pak postupovali na Vracu s Christem Botevem v čele. Mířili dál na Starou planinu (pohoří Balkán), brzy pronásledováni oddíly Čerkesů a bašibozuků. Vracký revoluční kraj byl ale na povstání velmi špatně připraven a k oddílu se nepřidalo moc dalších povstalců. Botevův oddíl se pohyboval v kopcovitém kraji Veslec, severně od Mezdry. Dne 20. května (1. června) byl vypátrán v prostoru mezi vrchem Vola, Tausǎnica a Carskou Loukou. Byli obklíčeni, a tak rychle zaujali pozice na výšinách Kamara, Kupena a Okolčica a celý den se bránili. K večeru sestoupila většina ke studánce, ale Botev s několika druhy ještě obhlížel situaci na úpatí Kamary, kde byl náhle zasažen smrtícím nepřátelským výstřelem. Po jeho smrti byl oddíl rozprášen, z větší části pochytán a pobit.

## Oběti povstání

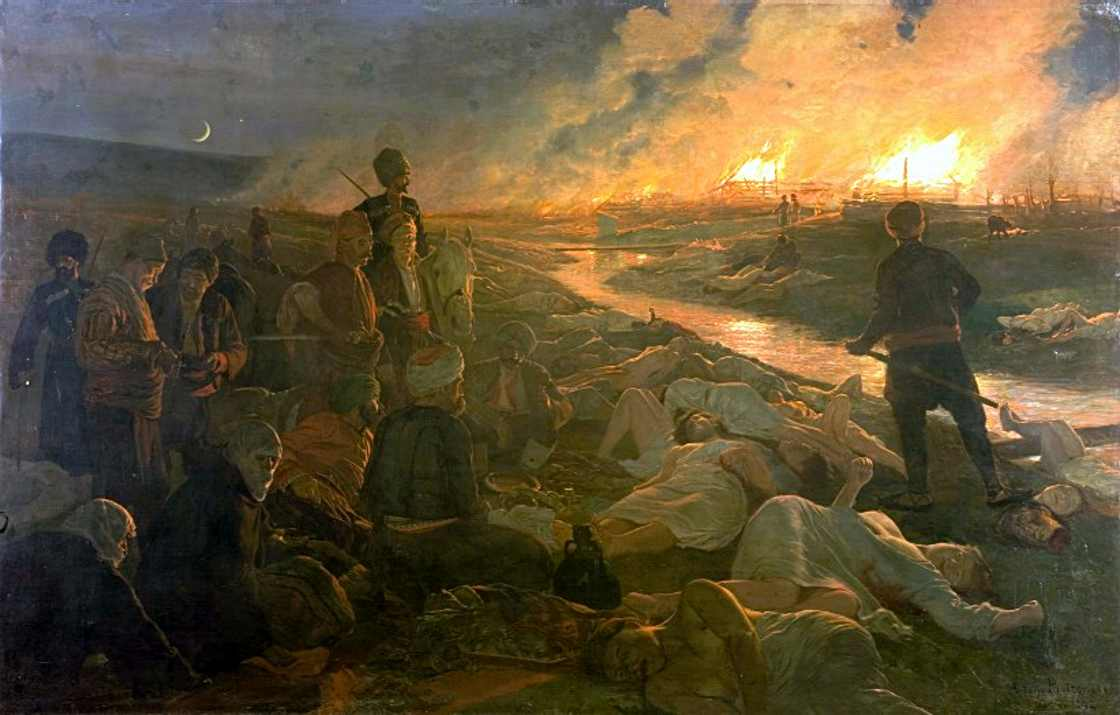
Masakr Bulharů v Bataku

Polovojenské oddíly bašibozuků a Čerkesů ve spolupráci s pravidelnou osmanskou armádou ubily na 30 000 mužů, žen a dětí. Tři tisíce dětí osiřely. Mnozí Bulhaři byli uvězněni ve věznicích v Malé Asii. Bylo vypleněno a vypáleno kolem stovky obcí.